# Szerver

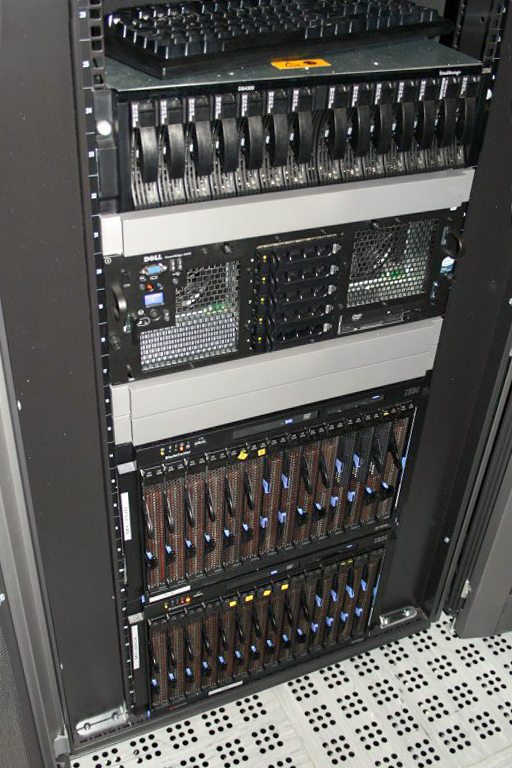
Szerver

A szerver (az angol server szóból) vagy kiszolgáló az informatikában olyan (általában nagy teljesítményű) számítógépet vagy szoftvert jelent, amely más számítógépek számára a rajta tárolt vagy előállított adatok felhasználását, a szerver hardver erőforrásainak (például nyomtató, háttértárolók, processzor) kihasználását, illetve más szolgáltatások elérését teszi lehetővé.
A szervereket többféleképpen csoportosíthatjuk, például:
- a funkciójuk szerint, például webszerverek, FTP-szerver, adatbázisszerver;
- a kiszolgált kör alapján, például internetes szerver, intranetes szerver;
- a hardverkiépítésük alapján, például PC szerverek, mainframe szerverek.

## Funkció szerinti szervertípusok
Feladataik szerint számos különböző típusú szervert különböztetünk meg, melyek más és más hardverrel és szoftverrel rendelkezhetnek.

### Proxyszerver
Olyan szerver, amely a kliens és egy másik szerver közötti kommunikáció köztes elemeként továbbítja a kéréseket, a hálózatok között indirekt kapcsolatot biztosít. Funkciója általában az ellenőrizhetőség és a naplózhatóság biztosítása (például internetböngészésénél), illetve a kérések szűrése és a hatékonyság növelése, de használják tűzfalként is.

### Mailszerver
A mailszerverek kettős feladattal rendelkeznek. Egyrészt biztosítják a mailszolgáltatást a felhasználók számára, másrészt tűzfalként védelemmel szolgálnak az esetlegesen káros beérkező tartalmakkal szemben.
Egyszerre számos postafiókot kezel, levelezési listákat üzemeltet, e-maileket fogad, vizsgál meg és továbbít. A vírussal fertőzött vagy ártalmas kódot tartalmazó e-maileket nem kézbesíti, a spamgyanús e-maileket pedig megjelöli, a felhasználók így később kiszűrhetik azokat, spammerek által használt területről pedig egyáltalán nem fogad el leveleket.
A mailszerverek jellemzően képesek nagyobb adatmennyiség tárolására. POP és SMTP (illetve POP3s és SMTPs) hozzáférést biztosítanak a felhasználók számára, illetve webmail szolgáltatással is rendelkeznek.
Debian GNU/Linux operációs rendszerrel rendelkeznek, amelyet a speciális igényeknek megfelelően konfigurálnak, illetve Apache webszerver, SQL adatbázismotor, spam- és vírusvédelem, illetve általában Postfix mailszerver is telepítve van rájuk.
Általában PC alapú hardverrel rendelkeznek, amely nagy adattárolási kapacitással rendelkezik és több száz postafiók egyidejű kezelésére képes napi 24 órán keresztül.

### Webszerver
Olyan szerver, amely HTTP protokollon keresztül elérhetővé teszi a helyileg vagy más kiszolgálónál tárolt weblapokat és adatokat a felhasználó számára.
Az elnevezés vonatkozhat speciálisan kialakított számítógép-hardverre vagy háttérben futó szoftverre is. A legnépszerűbb webszerverszoftverek között megtalálható az Apache HTTP Server, az Internet Information Services (IIS), a Cherokee HTTP Server, a Zeus Web Server, a lighttpd és az Nginx.

### Adatbázisszerver
Ezt a szervertípust nevéhez híven nagy mennyiségű adat biztonságos tárolására használják. A rajta tárolt adatoknak könnyen kereshetőnek, elérhetőnek, kezelhetőnek kell lenniük. Kisebb adatbázisok esetén az adatbázis szerver egyben a webszerver és a mailszerver feladatát is elláthatja, ám amennyiben nagyobb adatbázisokról van szó, általában speciális, nagy teljesítményű kiszolgálókat alkalmaznak erre a célra.
Jellemzője, hogy nagy mennyiségű adat tárolására alkalmas, valamint megerősített biztonsági rendszerrel van ellátva, amely meggátolja az adatokhoz való illetéktelen hozzáférést. A hozzáféréshez a felhasználóknak megfelelő jogosultságokra van szükségük. Az adatbázis jellemzően egy webszerveren vagy más felületen keresztül kereshető és böngészhető. A hozzáférés interneten vagy helyi hálózaton keresztül is történhet. A szerver maga is menedzselhető a távolból, be- és kikapcsolható, újraindítható.
Az adatbázisszerverek esetében különösen fontos, hogy folyamatosan elérhetőek legyenek, sokszor látják el őket speciális hardverrel (szünetmentes tápok, ECC memória, nagy teljesítményű hűtőrendszer stb.).
Az adatvesztést a korszerű és nagy teljesítményű hardvereken túl redundáns adattárolással előzik meg, az adatokat egyszerre több kiszolgálón is tárolják. A szerverek tárolása szerverfarmokon, adatbázisközpontokban történhet, ahol különleges körülmények között, megerősített biztonsági intézkedésekkel őrzik és karbantartják azokat.

### Alkalmazásszerver
Sokszor middleware (középréteg-) szerver néven is emlegetik, általában a végfelhasználókat kötik össze az adatbázisszerverekkel. 
Lényegében szoftverkeretrendszerek, amelyek tetszőleges alkalmazásokat képesek futtatni, virtuális gépként viselkedik egyik oldalon a klienskapcsolatokat, a másikon pedig az adatbázis-kapcsolatokat futtatva.

### Chatszerver
Más néven IRC szerver, a mailszerverekhez hasonló kommunikációs szerver. Valós idejű kommunikációt tesz lehetővé nagyszámú kliens között. A felhasználók be tudnak jelentkezni a kiszolgálóra, üzenetváltást tudnak kezdeményezni, általában fájlokat is tudnak küldeni egymásnak a szerveren keresztül.

### FTP szerver
Gyakorlatilag egy külső tárhely, amelyet a számítógépek közötti gyors adatmozgatásra használnak. Előnye, hogy biztonságos, a feltöltés sebessége csak a sávszélességtől függ, illetve a felhőalapú tárhelyszolgáltatásoktól eltérően nem korlátozott.

### Rádiószerver
A rádiószerver egy olyan speciális kiszolgáló, amely streamet küld a rá csatlakozó kliens gépekre.

## Szerverhardver
A szerverek hardverkövetelményei változóak a felhasználási területtől függően. A processzor sebessége nem feltétlenül fontos tényező, viszont mivel a felhasználók a szerver szolgáltatásait hálózaton keresztül érhetik el, gyakran van szükség nagy sebességű hálózati kapcsolatra. Számos kiszolgáló nem rendelkezik grafikus kezelőfelülettel, mivel nincs rá szükség. Ehhez hasonlóan a hang- és USB-csatlakozást is kihagyhatják.
Ugyanakkor gyakran van szükség magas rendelkezésre állásra, ez pedig fontossá teszi hardver tartósságát és megbízhatóságát. Bár lehet szervereket építeni olcsóbb, általános célú hardverből is, a kritikus fontosságú kiszolgálókat ideálisan gyakrabban építik nagy megbízhatóságú, hibatűrő hardverből, hogy a készenléti idejét növeljék, mivel egy kisebb kiesés – például egy tőzsdei rendszer esetében - is nagyobb kárt okozhat, mint amennyi a teljes rendszer ára. Jellemző az is, hogy redundáns eszközöket (például energiaforrásokat, merevlemezeket) építenek be a szünetmentes működés biztosítása érdekében. Elterjedt az ECC memória használata is, amely észleli és kijavítja a hibákat, így csökkenti az adatvesztés veszélyét.
Mivel a szervereknek stabil energiaellátásra, nagy sávszélességű hálózati kapcsolatra, megerősített biztonságra van szüksége, valamint zajszennyezésük is jelentős, általában szerverközpontokban vagy speciálisan erre a célra kialakított helyiségekben tárolják őket. Ehhez az energiafelhasználás minimalizálása is szükséges, mivel ennek hiányában nagyobb mennyiségű hő keletkezne, amely egy bizonyos szintet túllépve kárt is tehet a hardverben. A szerverszobákat ezért nagy teljesítményű légkondicionáló berendezésekkel hűtik.
A legújabb technológiai megoldásoknak köszönhetően lehetőség van a szerverek folyadékalapú hűtésére is, ami több szempontból előnyös. Az elektromosságot nem vezető folyadékéba alámerített kiszolgálók hűtése sokkal energiahatékonyabb – így környezetbarátabb is –, kevesebb zajjal jár és szélsőségesebb körülmények között is megoldható a tárolás. A folyadékhűtés elterjedésére ugyanakkor még várni kell, egyelőre kísérleti szakaszban jár a technológia.
A szerverek háza rendszerint sima felületű és széles, tárolásuk úgynevezett rack egységekben történik. Ezekben több kiszolgálót tárolnak egyszerre. A legmodernebb rack architektúrák esetében azzal kísérleteznek a technológiai cégek, hogy a szerverek erőforrásait ne szeparáltan, hanem egy helyen csoportosítsák, hatékonyabban szétosztva azokat igény szerint, ezzel növelve a teljesítményt.
A szerverek általában a távolból is konfigurálhatóak, ki- és bekapcsolhatóak, illetve újraindíthatóak. Az operációs rendszer betöltése rendszerint sok időt igényel.
Az utóbbi években egy új szervertípus, a mikroszerverek kezdenek elterjedni, melyek számos előnyös tulajdonsággal rendelkeznek a hagyományos kiszolgálókhoz képest. Ezek között elsődleges a teljesítményükhöz képest viszonylag alacsony energiafelhasználás. Bár a mikroszerverek piaca egyelőre meglehetősen szűk, a prognózisok szerint 2016-ra akár a szervereladások 10 százalékát is ez a szegmens birtokolhatja majd.

## Szerverszoftver
A szerverszoftverek általában több felhasználó egyidejű kiszolgálására specializálódnak.
Példák:
Webkiszolgáló:
Apache
FTP:
ProFTPd

### Operációs rendszerek
Szerverekre szánt operációs rendszerek jellemzői általában:
- megbízhatóság
- grafikus felhasználói felület nincs vagy opcionális
- a hardver és a szoftver átkonfigurálása lehetséges a rendszer újraindítása nélkül
- rugalmas és fejlett hálózatkezelés
- biztonság
- folyamatok automatizálása

## Szerverfürtözés

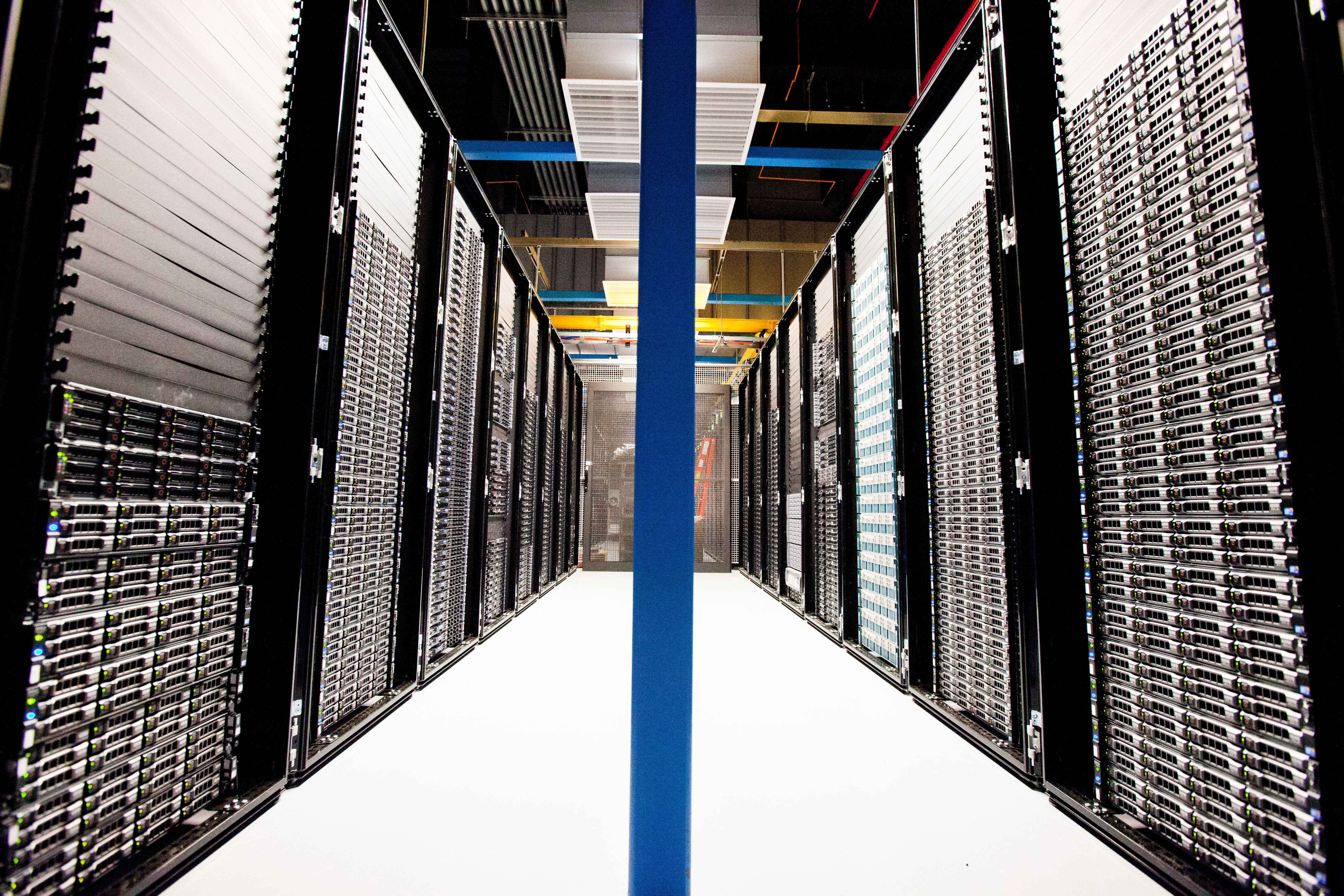
A Wikimedia Alapítvány szerverei

Amennyiben egy szerver nem tudja kielégíteni a felhasználók igényeit, szerverfürtön oszthatjuk el a feladatokat. Ezzel a rendszer hibatűrését és megbízhatóságát is lehet növelni, mivel egy kiszolgáló kiesése nem okozza a szolgáltatás kiesését. Mivel az egyes szerverek kiesése nem rendkívüli esemény, azokat olcsóbb hardverből is össze lehet állítani. A népszerűbb weboldalak általában szerverfürtöket használnak.